# Maija Isola
Maija Sofia Isola (* 15. März 1927 in Riihimäki; † 3. März 2001 ebenda) war eine finnische Designerin und Künstlerin.

## Leben und Werk
Sie studierte von 1946 bis 1949 Malerei an der Hochschule für Kunst und Design in Helsinki. 1949 hat Isola erste Stoffentwürfe für die Firma Printex Oy entworfen. Vilho Ratio hatte diese Firma gegründet, künstlerisch geleitet wurde sie von Armi Ratia (1912–1979). Printex Oy ging in den 1950er Jahren in die Firma Marimekko über, um für den Einsatz der Stoffe in Mode und Raumgestaltung zu werben. 1957–59 erschien ihre erste Kollektion von 30 Objekten mit dem Namen Luonto (Natur), 1962–1963 folgten weitere Modelle, die sie in diesem Stil entworfen hatte. Maija Isola arbeitete bis 1987 als Chef-Designerin bei Marimekko.
Neben ihrer Stellung bei Marimekko war sie als frei schaffende Künstlerin tätig. Sie übertrug viele ihrer Siebdrucktextilien aus ihrer künstlerischen Arbeit. Für Marimekko hat sie 500 Stoffdrucke entworfen. Ihre ersten Designs orientierten sich an afrikanischer Kunst und botanischen Motiven. Es folgten gegen Ende der 50er Jahre Muster der slowakischen Volkskunst und in den späten 60er und frühen 70er Jahren traditionelle karelische Bauernmotive. Ihre bekanntesten Reihen bedruckter Baumwollstoffe wie beispielsweise Kaivo (ca. 1964), Melooni (1963) und Cock and Hen (1965) weisen starke geometrische Muster in gleichmäßigen Farben auf. Sie waren stilbildend für eine neue Richtung im finnischen Design. 1962/63 entwarf sie die Druckstoffe Satula und Pyöryläinen, 1967/68 folgten Mantilla, Keisarinkruunu, Härkä, Istuva Härkä und 1971/72 Uimari.
Zwischen 1978 und 1987 arbeitete sie mit ihrer Tochter Kristina Isola zusammen. Das bekannteste Stoffmuster von Maija Isola ist Unikko (Mohnblume) von 1964. Marimekko feierte das 50-jährige Erscheinen des Mohnblumendesigns mit zahlreichen Aktivitäten.
In den Jahren 1965 und 1968 wurde Isola mit Preisen für Industriedesign ausgezeichnet, ihre Textilien wurden vielfach in Europa, Amerika und Australien ausgestellt und beeinflussten das zeitgenössische Textildesign. Vier Druckstoffe (u. a. Pepe aus dem Jahr 1972) befinden sich in der Neuen Sammlung in München.

## Ausstellungen
- Ausstellungen in Europa und USA: Design in Scandinavia, USA 1960/61
- Triennale Mailand 1957
- Weltausstellung Brüssel Formes Scandinaves 1958
- Louvre, Paris Finlandia
- Finnische Ausstellung in der Bundesrepublik Deutschland 1956/57
- Maija Isola – life, art, Marimekko, Designmuseum Helsinki